# Елпачиха
Елпачиха (тат. Удик, Үдик, Üdik; баш. Үҙик)— село в Бардымском районе Пермского края на реке Малая Амзя. Административный центр Елпачихинского сельского поселения.
Находится примерно в 18 км к северу от центра села Барда.

## История

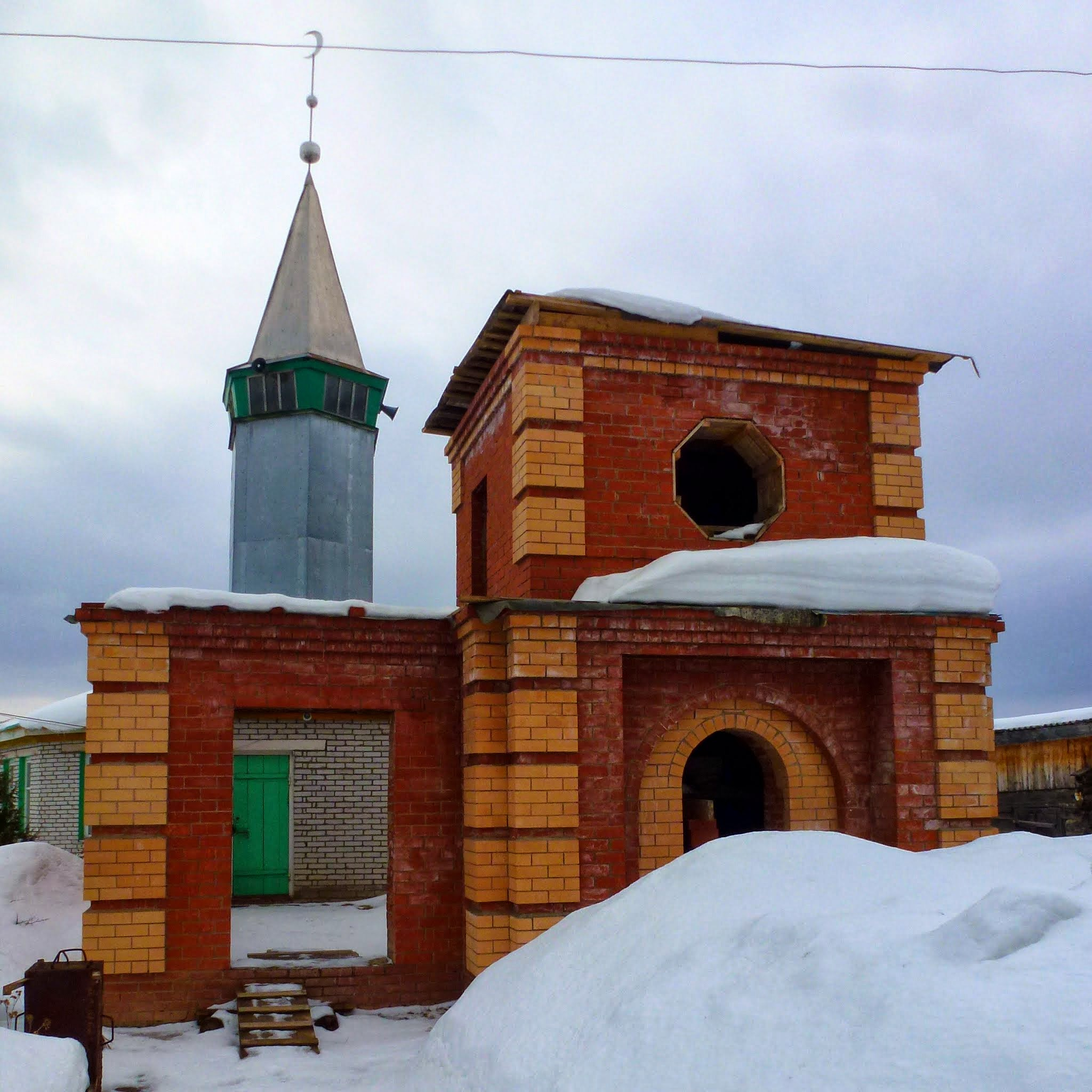
Мечеть, Елпачиха

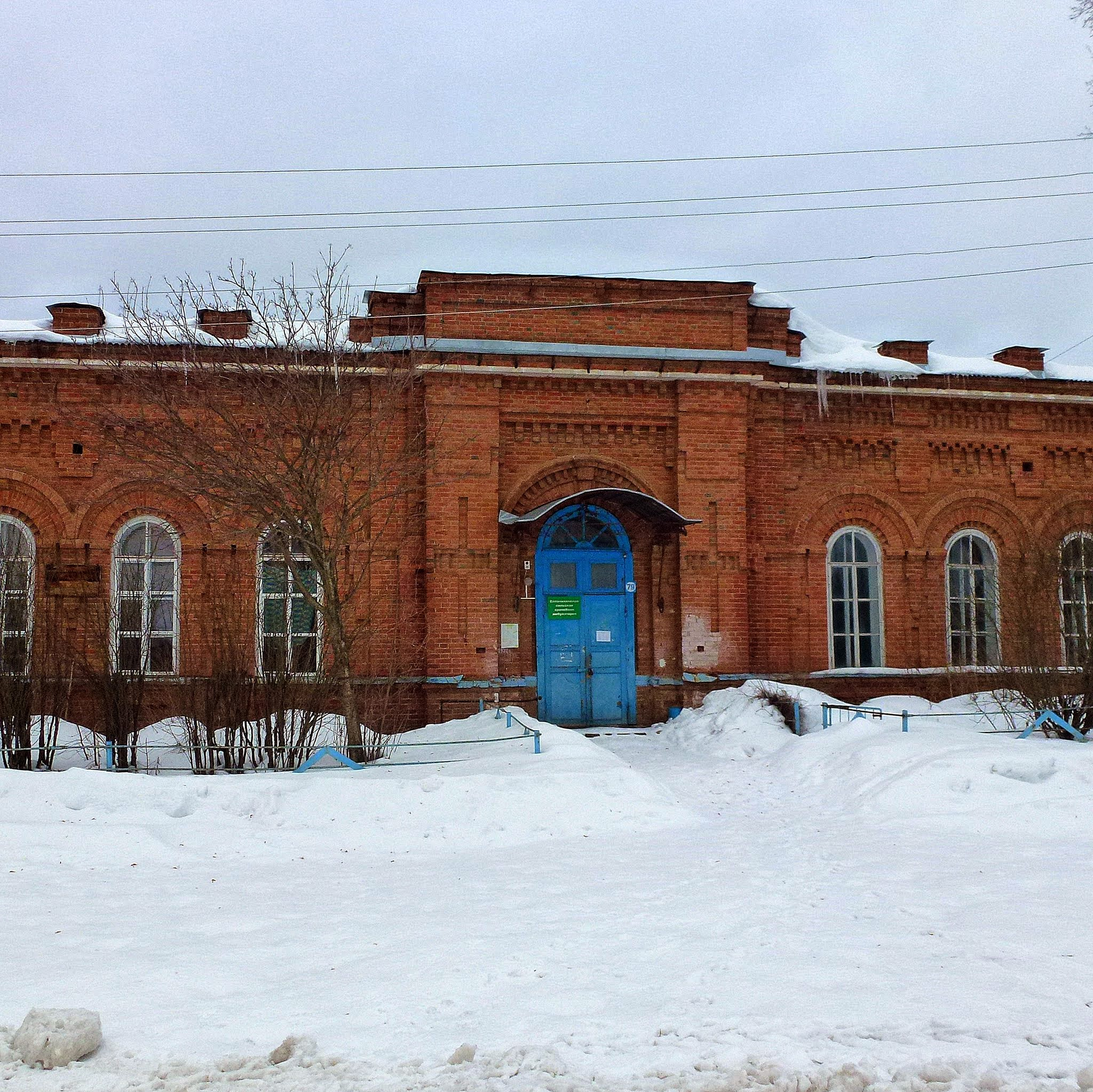
Епанчихинская сельская врачебная амбулатория

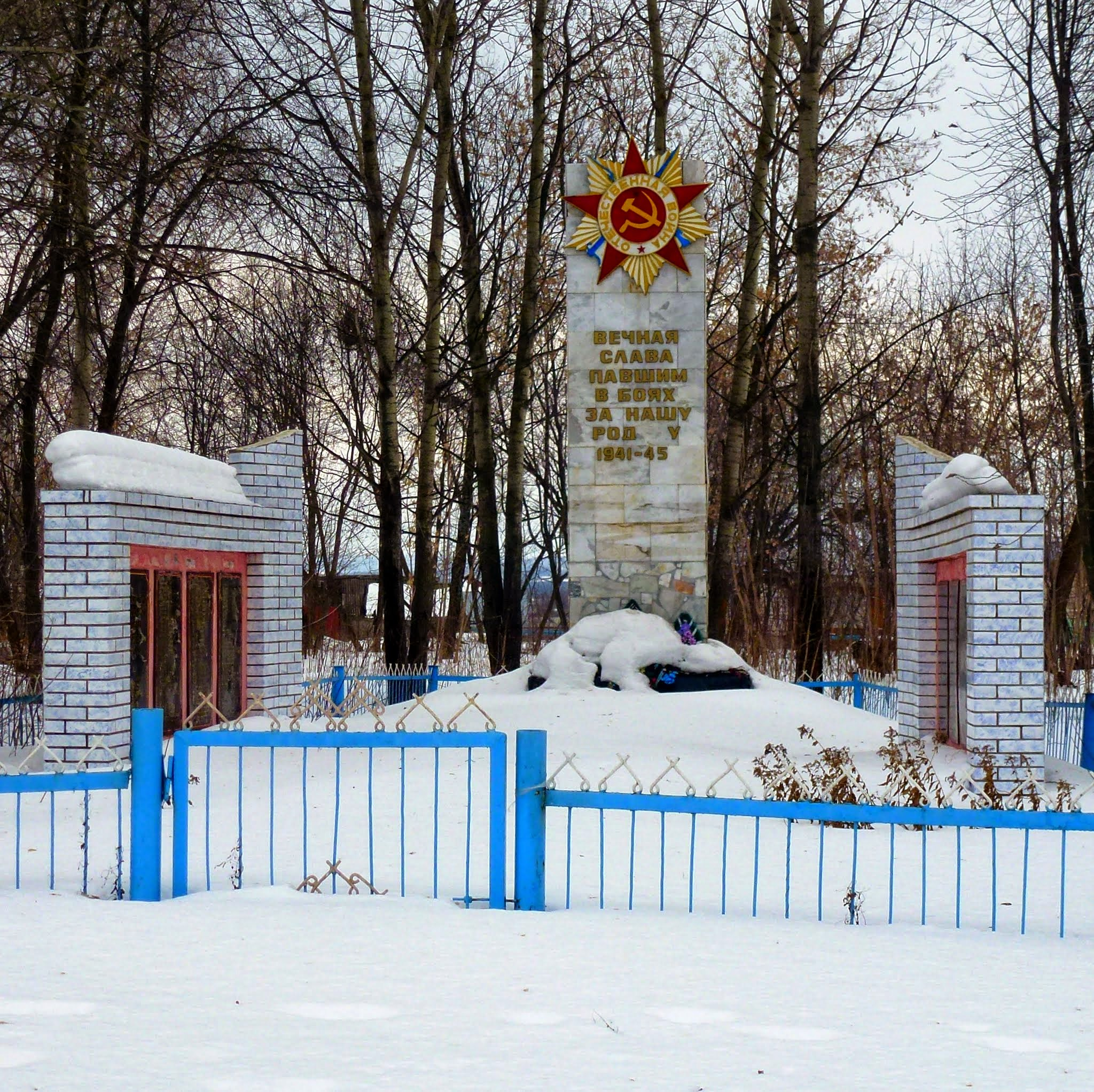
Памятник павшим в боях за Родину

Село известно с 1648 года, как деревня Ельпакова, в 1658 году упоминается уже как Ельпачиха.
Жители Елпачихи принимали участие в башкирских восстаниях. Во время восстания башкирского восстания 1755—1756 годов жители села присоединились к повстанческому отряду Чурагула Минлибаева.
В годы Крестьянской войны Елпачиха выдвинула видных повстанческих предводителей, среди которых были полковники Е. И. Пугачёва Абдей Абдуллов, Адигут Темясов и Карабай Ашменев, походный старшина Адыл Ашменев.
10 (21) апреля 1798 года правительство создало Башкиро-мещерякское войско и кантонную систему управления. На территории Прикамья был образован 1-й кантон Башкирского войска, центром которой стала деревня Елпачиха. Долгое время 1-м башкирским кантоном руководили Адутовы.
Жители села принимали участие в Отечественной войне 1812 года, среди которых известен Ибниамин Файзуллинович Габтыкаев, который служил в составе 20-го башкирского полка и был награждён серебряной медалью «В память Отечественной войны 1812 года».
В 1868 году в Елпачихе были 2 соборные мечети и 2 школы (медресе), в которых обучались 100 мальчиков и 70 девочек.
15 ноября (28 ноября) 1917 года Башкирское центральное шуро (совет) провозгласило автономию Башкурдистана, которая в декабре того же года была утверждена на III Всебашкирском учредительном съезде (курултае). Согласно постановлению Учредительного курултая на башкирской территории Оренбургской губернии, восточной части Уфимской губернии, Шадринского, Екатеринбургского и Красноуфимского уездов Пермской губернии и Бузулукского уезда Самарской губернии — Правительство Башкурдистана учреждает кантональное управление. В контролируемых большевиками западных частях Уфимской, Самарской и Пермской губерний, должны быть созваны там не позже января 1918 года уездные съезды, на которых мусульмане западного Башкортостана «должны организовать кантональные управления и тем взять бразды правления в свои руки». В селе Елпачиха Осинского уезда Пермской губернии был образован башкирский совет, однако большевики «напали на Елпачиху, разгромили ее и убили членов башкирского совета».

## Население
В 1816 году в селе проживало 777 башкир, в 1834 году — 1034 башкира, в 1850 году — 1185 башкир. В 1926 году численность населения села составляло 2160 человек, в том числе 2125 башкир.
В 2005 году численность населения составляла 1422 человека.
По результатам переписи 2010 года численность населения составила 1341 человек, в том числе 645 мужчин и 696 женщин.
| 2005 | 2010  | 2021  |
| ---- | ----- | ----- |
| 1422 | ↘1341 | ↘1292 |

## Инфраструктура
Из учебных заведений в селе есть детский сад и две школы: одна средняя и одна начальная. Также есть дом культуры, стадион, поликлиника, мечеть, 4 кладбища: Оске зират, Урта зират, Иске зират и Тубэн зират и территория бывшего зерносклада колхоза имени Ленина.

## Религия
Мечети
- Мечеть

## Люди, связанные с селом
- Абдей Абдуллов — участник Крестьянской войны 1773—1775 гг., полковник Е. И. Пугачёва. Мулла.
- Адигут Темясов — участник Крестьянской войны 1773—1775 гг., полковник Е. И. Пугачёва.
- Адутовы — кантонные начальники.
- Адыл Ашменев — участник Крестьянской войны 1773—1775 гг., походный старшина Е. И. Пугачёва.
- Габтыкаев Ибниамин Файзуллинович — участник Отечественной войны 1812 года. Служил в составе 20-го башкирского полка, награждён серебряной медалью «В память Отечественной войны 1812 года».
- Карабай Ашменев — участник Крестьянской войны 1773—1775 гг., полковник Е. И. Пугачёва.
- Мукатанов, Асхат Хатмуллович (10 апреля 1936 — 3 августа 2010) — российский учёный-почвовед, географ, исследователь чернозёмов, историк науки, доктор биологических наук (1987). Заслуженный деятель науки Республики Башкортостан (1996).
- Мухамедьяров, Равиль Давлетович — доктор физико-математических наук.
- Мухамедьяров, Роберт Давлетович — доктор технических наук.